# 科洛索瓦
50°2′9″N 25°41′31″E / 50.03583°N 25.69194°E
科洛索瓦（烏克蘭語：Колосова），是烏克蘭的村落，位於該國西部捷爾諾波爾州，由克列梅涅茨區負責管轄，始建於1545年，面積9平方公里，人口355，人口密度每平方公里43.9人。